# Una storia di Gerusalemme
Una storia di Gerusalemme (A Tale of Jerusalem) è un racconto breve scritto da Edgar Allan Poe, pubblicato per la prima volta nell'edizione Racconti del grottesco e dell'arabesco nel 1840.

## Trama
Durante l'assedio di Pompeo Magno a Gerusalemme, due farisei: Abel-Phittim e Ben-Levi, accompagnati da Simeone, si dirigono all'alba del nuovo giorno sulla torre più alta delle mura di cinta detta "Adoni-Bezek". I tre sembrano molto affrettati, ma perché? Infatti devono incontrarsi con un messo dell'esercito romano per uno scambio, che li esorta a fare presto, nominando il dio Febo, dicendo che esso sia un vero dio. Saliti sul torrione, i farisei, indispettiti, chiamano il messo un bestemmiatore, e si chiedono quale falsa divinità possa essere Febo, citandone molte altre, tra cui Baal, per poi calare giù per l'edificio una cesta contenente delle monete e degli oggetti sacri.
Da sotto si sente la voce rauca e rozza del centurione che li invita a far presto, promettendo loro di far arrivare la merce di scambio, un gruppo di agnelli per il sacrificio. I tre sono fiduciosi e calano la cesta, ma poi se ne pentono dato che non arriva niente. Poco dopo sentono un belato e sulla collinetta giunge un ariete, bello come non mai, ma pian piano che si avvicina, i farisei scoprono che non è altri che un grasso porco: sono stati beffati.